# Brisbane Road
Die Brisbane Road (durch Sponsoring offiziell Gaughan Group Stadium) ist ein Fußballstadion im Stadtteil Leyton im Osten der englischen Hauptstadt London, Vereinigtes Königreich. Der Fußballclub Leyton Orient (seit 1937) sowie seit 2022 die Frauenfußballmannschaft von Tottenham Hotspur, den Tottenham Hotspur Women nutzen derzeit die Brisbane Road als Heimspielstätte.

## Geschichte
Das Stadion wurde in den 1890er Jahren eröffnet und bietet gegenwärtig 9271 Sitzplätze. Die Firma Matchroom Sport des ehemaligen Leyton-Orient-Präsidenten Barry Hearn war der Namenssponsor des Stadions und es erhielt den Namen Matchroom Stadium. 2018 wurde die Breyer Group neuer Sponsor. Seitdem trägt das Heimat der Leyton Orient den Namen Breyer Group Stadium. Am 7. Dezember 2023 erhielt das Stadion den Namen Gaughan Group Stadium, nach dem Bauunternehmen Gaughan Group. Der Vertrag läuft drei Jahre.
Der Zuschauerrekord für den heutigen Ausbauzustand stammt vom 20. Februar 2011 aus der fünften Hauptrunde des FA Cup 2010/11 gegen den FC Arsenal mit 9136 Besuchern. Der frühere Besucherrekord mit 34.345 Zuschauern datiert vom 25. Januar 1964 aus der vierten Hauptrunde des FA Cup 1963/64 gegen West Ham United.

### Zuschauerschnitt
- 2012/13: 4002 (Football League One)
- 2013/14: 5468 (Football League One)
- 2014/15: 5042 (Football League One)
- 2015/16: 5332 (Football League Two)
- 2016/17: 4663 (EFL League Two)
- 2017/18: 4344 (National League)
- 2018/19: ... (National League)
- 2019/20: 5504 (Football League Two)

## Tribünen
- Justin Edinburgh Stand: 2918 Plätze[4]
- East Stand: 3636 Plätze inklusive des Gästebereich mit 1000 Plätzen
- The Qualiteach Community Stand: 1381 Plätze
- Tommy Johnston South Stand: 1336 Plätze

## Galerie

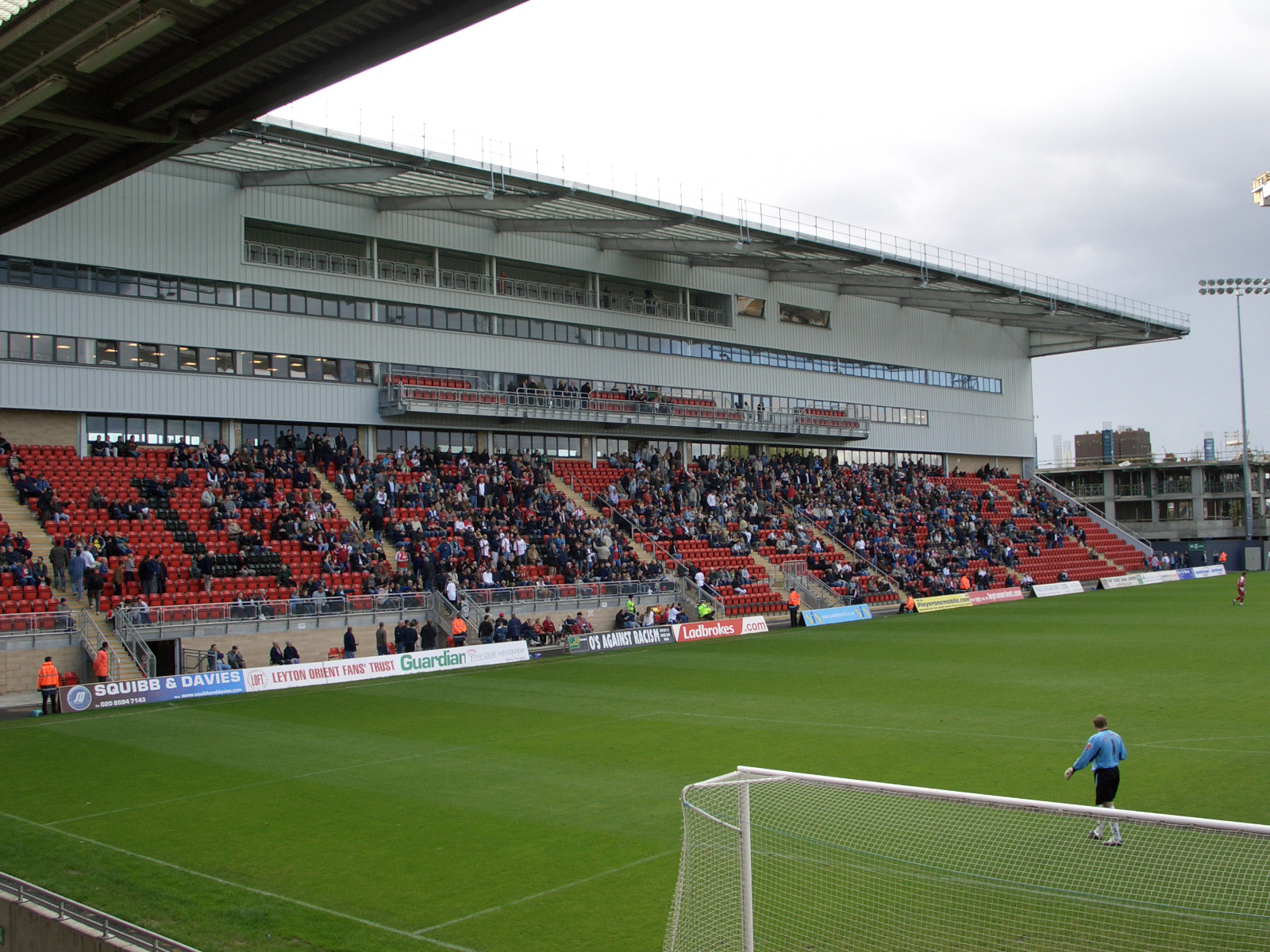
Justin Edinburgh Stand (2005)
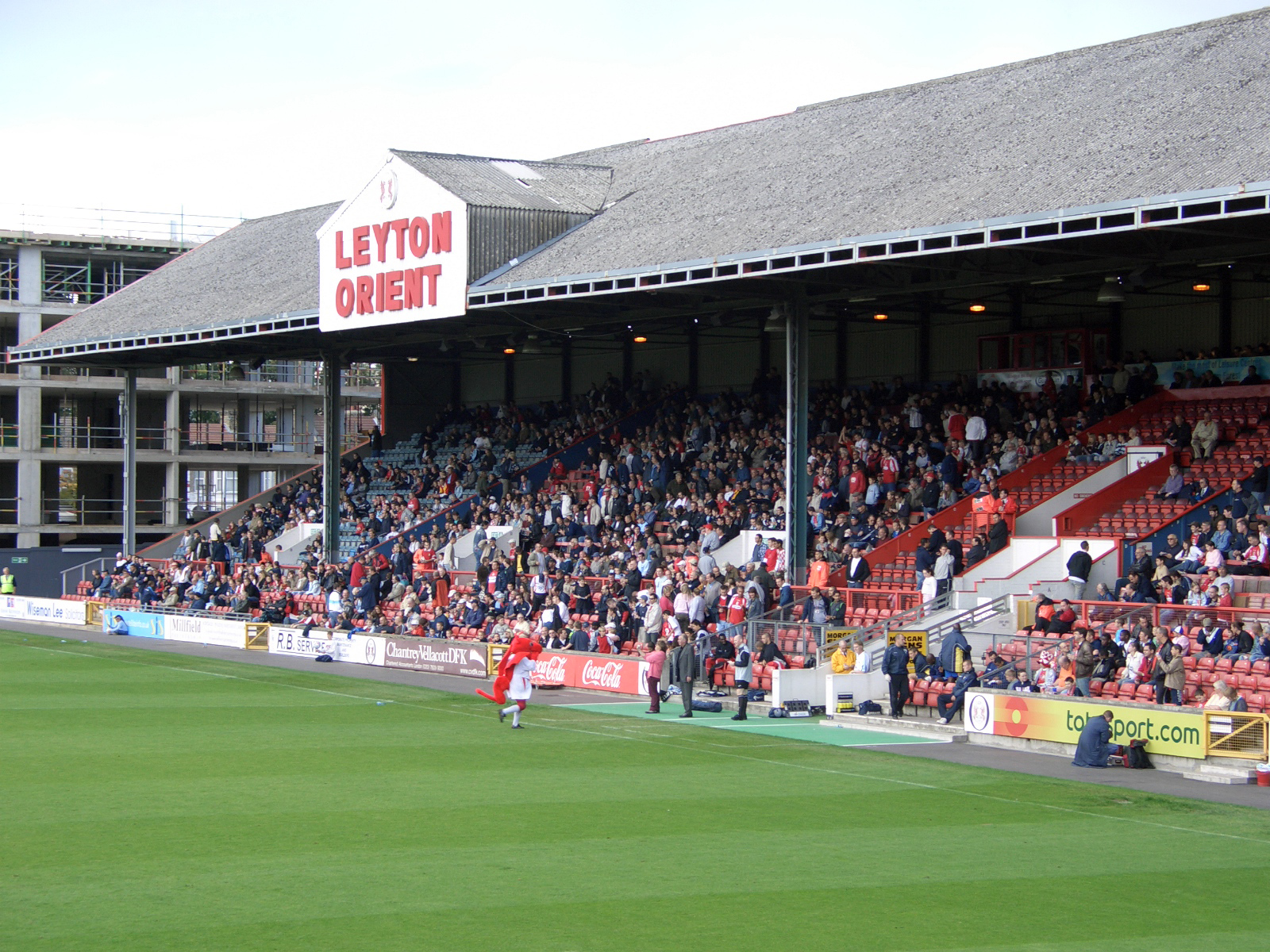
East Stand (2005)
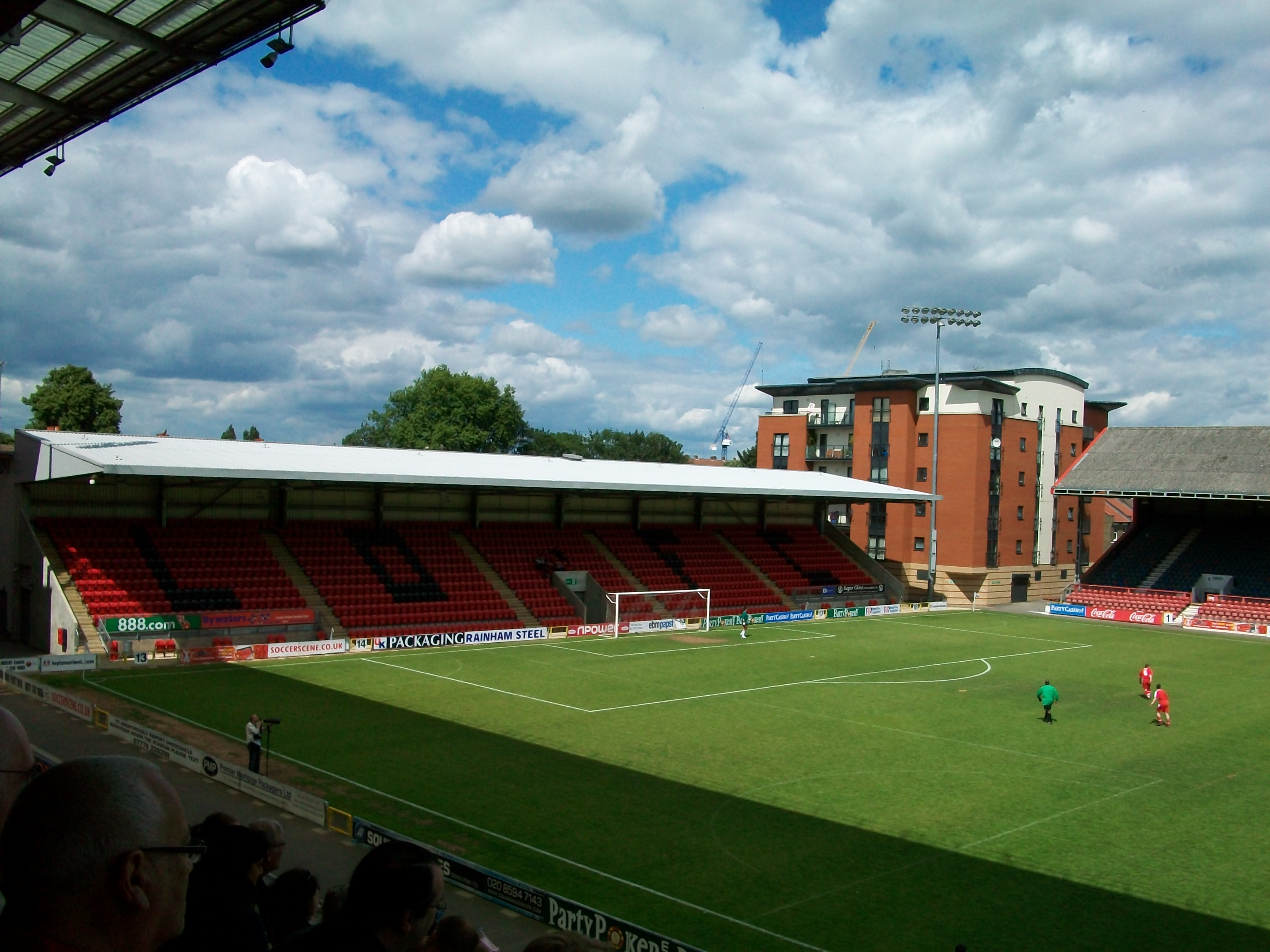
Tommy Johnston South Stand (2011)
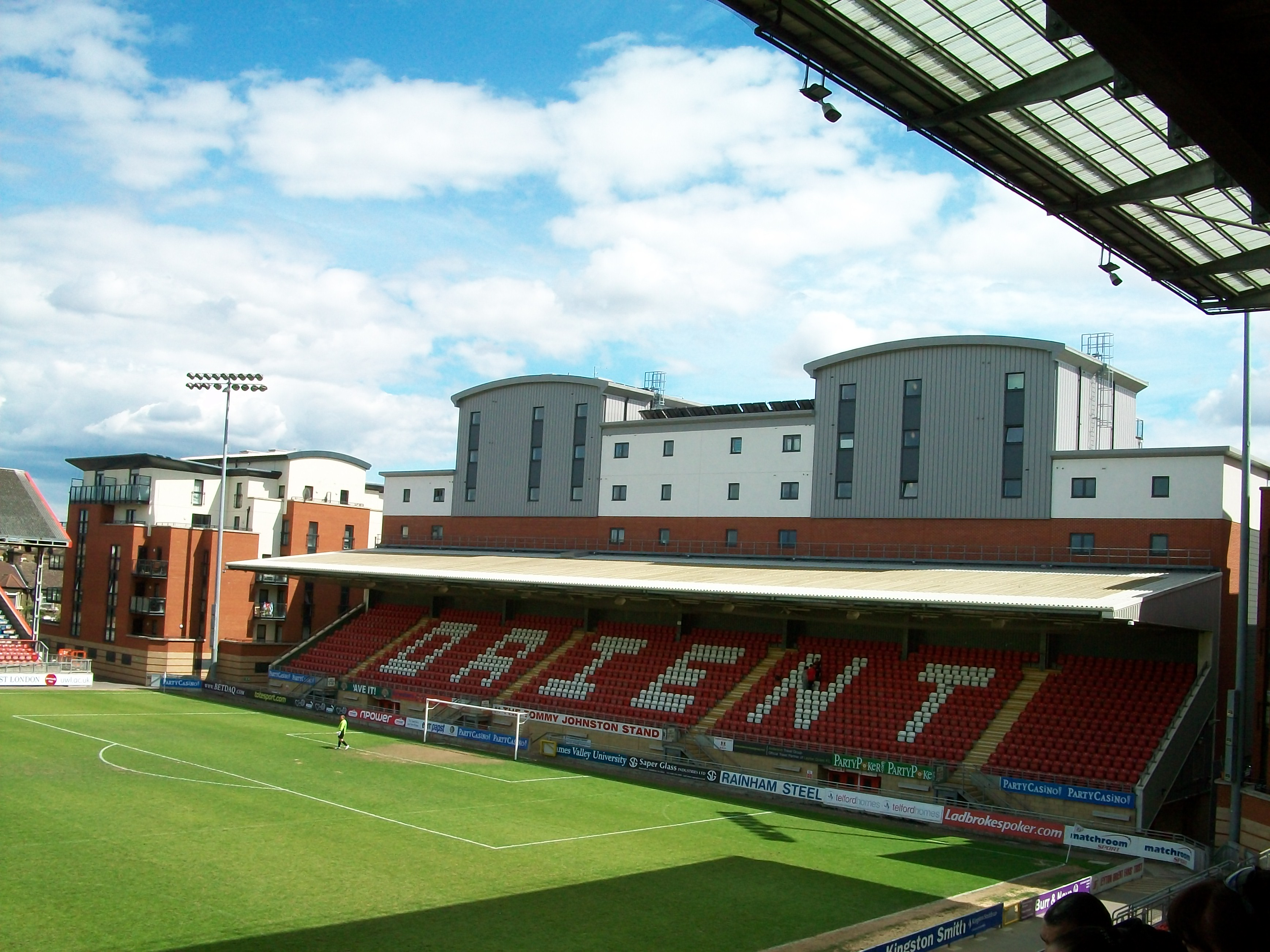
The Qualiteach Community Stand (2011)